# Jeff Tory
Jeffrey Tory (* 5. Mai 1973 in Burnaby, British Columbia) ist ein ehemaliger kanadischer Eishockeyspieler und derzeitiger -trainer, der momentan die Nachwuchsmannschaft der Portland Pirates in der United States Premier Hockey League betreut.

## Karriere
Tory begann seine Karriere im Team der University of Maine in der US-amerikanischen Collegeliga NCAA (Hockey East) und wechselte für die Spielzeit 1996/97 in die American Hockey League. Im selben Jahr absolvierte er 54 Spiele für das kanadische Nationalteam und erzielte dabei 45 Punkte. Nach mehreren Jahren in der International Hockey League wechselte er im Sommer 2001 nach Europa in die Deutsche Eishockey Liga zu den Kassel Huskies.
Insgesamt verbrachte er sechs Jahre in der deutschen Eliteliga, stand dabei die Hälfte der Zeit bei den DEG Metro Stars unter Vertrag, ehe ihn der österreichische Rekordmeister EC KAC für die Saison 2007/08 verpflichtete. Zeichnete er sich in Deutschland noch durch einen harten Schuss von der blauen Linie aus, so gelang es ihm in Klagenfurt, den Saison-Vereinsrekord für Vorlagen mit 40 Assists in 49 Spielen aufzustellen. Auch in den beiden folgenden Spielzeiten zeigte er vor allem offensiv gute Leistungen. Im Frühjahr 2010 wurde dennoch bekannt, dass der Club den Vertrag mit ihm nicht mehr verlängerte. Zur Saison 2010/11 wurde Tory vom HDD Olimpija Ljubljana unter Vertrag genommen. Nach der Spielzeit ging er wieder nach Deutschland zurück, wo er einen Vertrag beim Zweitbundesligisten Eispiraten Crimmitschau unterschrieb.
Seit Sommer 2013 arbeitet Tory als Cheftrainer der U18-Nachwuchsmannschaft der Portland Pirates in der United States Premier Hockey League.

## Erfolge und Auszeichnungen
- 1999 Turner-Cup-Gewinn mit den Houston Aeros
- 2002 Teilnahme am DEL All-Star Game
- 2003 Teilnahme am DEL All-Star Game
- 2006 Deutscher Pokalsieg mit den DEG Metro Stars
- 2007 Teilnahme am DEL All-Star Game
- 2009 Österreichischer Meister mit dem KAC

## Karrierestatistik
(Legende zur Spielerstatistik: Sp oder GP = absolvierte Spiele; T oder G = erzielte Tore; V oder A = erzielte Assists; Pkt oder Pts = erzielte Scorerpunkte; SM oder PIM = erhaltene Strafminuten; +/− = Plus/Minus-Bilanz; PP = erzielte Überzahltore; SH = erzielte Unterzahltore; GW = erzielte Siegtore; 1 Play-downs/Relegation; Kursiv: Statistik nicht vollständig)